# ヒュンダイ・ミストラ
ミストラ（Mistra）は韓国の自動車メーカー・現代自動車の中国における合弁企業、北京現代が同市場で販売するCセグメントのセダンである。

## 概要
2013年4月に開催された上海モーターショーにてコンセプトモデルとしてワールドプレミア。
同年11月の広州モーターショーにて市販型が発表された。
開発はヒュンダイモーターグループのR＆Dセンターと北京汽車（BAIC）との中国合弁会社である北京現代（BHMC）のテクニカルセンターが共同で行った。

## 初代（CF型、2013年-2020年）
2013年11月　発表・発売開始。
i40セダン（韓国名：i40サルーン）をベースとし、エラントラ（韓国名：アバンテ）とソナタの間に位置すべく、中国市場専売車として開発された。中国人の嗜好に合わせ、押し出し感の強いフロントグリルや高級感あるインテリアを採用している。尚、車名は中国語で表記すると名图（Mingtu）となる。

## 2代目（DU2型、2020年- ）
2020年の広州国際モーターショーにて発表後、中国国内で販売を開始。今回からEV仕様も加わっている。